# 845
845 foi um ano comum do século IX, que teve início e fim a uma quinta-feira, no Calendário juliano. A sua letra dominical foi D.
| Ano completo                        |
| ----------------------------------- |
| Ano comum com início à quinta-feira |

## Eventos
- Cerco de Paris pelos normandos.
- Destruição de Hamburgo pelos dinamarqueses.
- Instituição de um imposto na França para pagar a partida dos normandos.
- 845-882: Incmaro, bispo de Reims, guardião da ortodoxia cristã e da ideia imperial.
- Início das perseguições ao budismo na China.